# Zerstörergeschwader 52
Das Zerstörergeschwader 52 war ein Verband der Luftwaffe der Wehrmacht im Zweiten Weltkrieg. Als Zerstörergeschwader verfügte es überwiegend über zweimotorige Jagdflugzeuge wie die Messerschmitt Bf 110 die auch als schwerer Jäger bezeichnet wurden und als Begleitschutz für Bomberverbände oder als Schlachtflieger eingesetzt wurden. Das Geschwader beteiligte sich am Westfeldzug und wurde anschließend aufgelöst.

## Aufstellung
Das Zerstörergeschwader 52 entstand mit Bildung der I. Gruppe am 1. Mai 1939 auf dem Fliegerhorst Illesheim (Lage) aus der umbenannten I. Gruppe des Zerstörergeschwaders 143. Ein Geschwaderstab oder weitere Gruppen wurden nicht aufgestellt.
Bis März 1940 war das Geschwader noch mit der einmotorigen Messerschmitt Bf 109 ausgestattet, bevor es die zweimotorige Messerschmitt Bf 110 bekam. Die Geschwaderkennung war A2.

## Gliederung
Der Gruppenstab führte am 1. September 1939 ie 1. bis 3. Staffel. Jede Staffel, geführt durch einen Staffelkapitän, war in drei Schwärme mit je zwei Rotten zu je zwei Flugzeugen unterteilt. Daraus ergab sich eine Sollstärke der Zerstörergruppe von 36 Flugzeugen in den drei Staffeln + 4 Flugzeuge für den Gruppenkommandeur und seinen Stab. Daraus ergab sich eine Sollstärke von 40 Flugzeugen.

## Geschichte

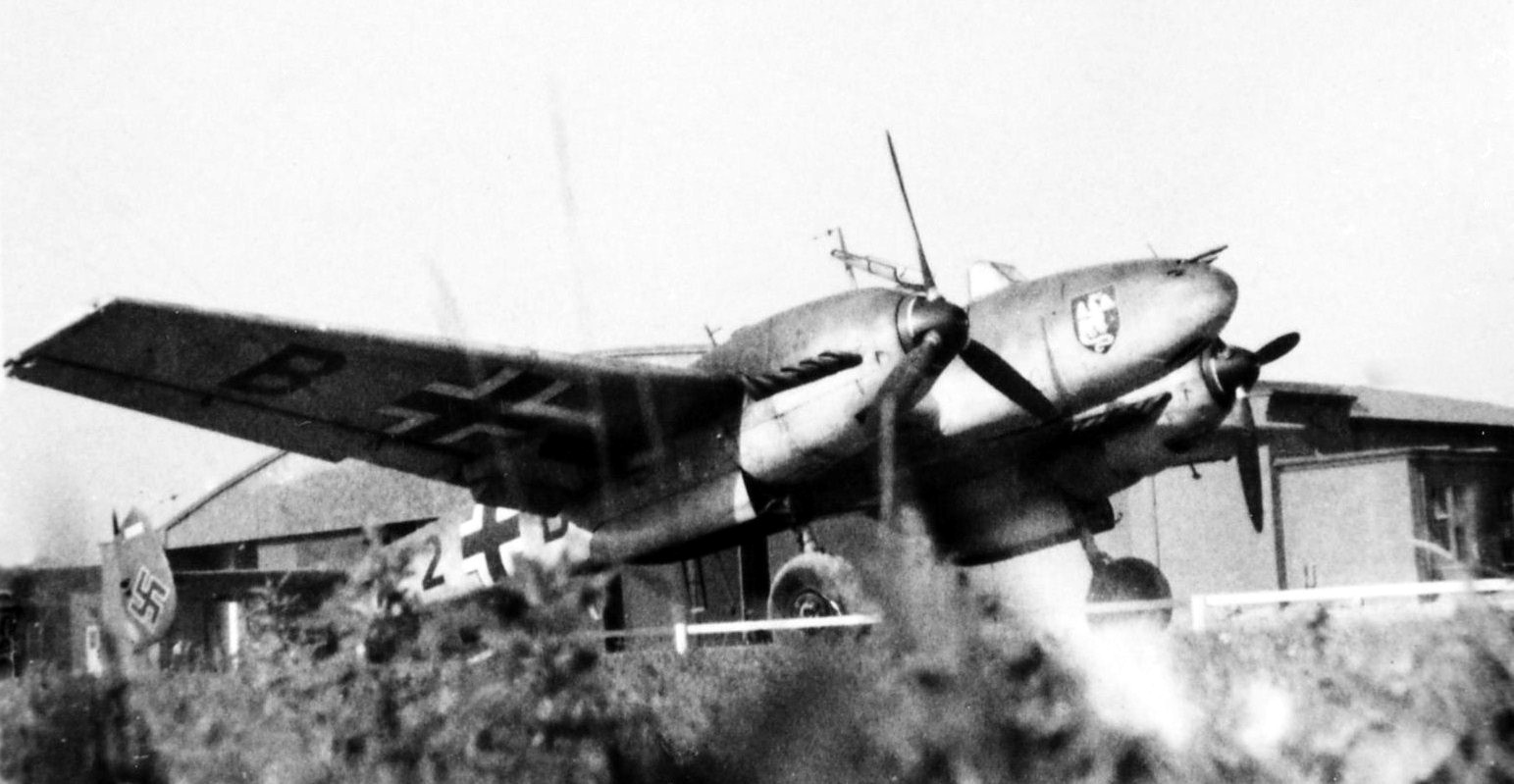
Bf 110 C der 2./ZG 52, Mai/Juni 1940

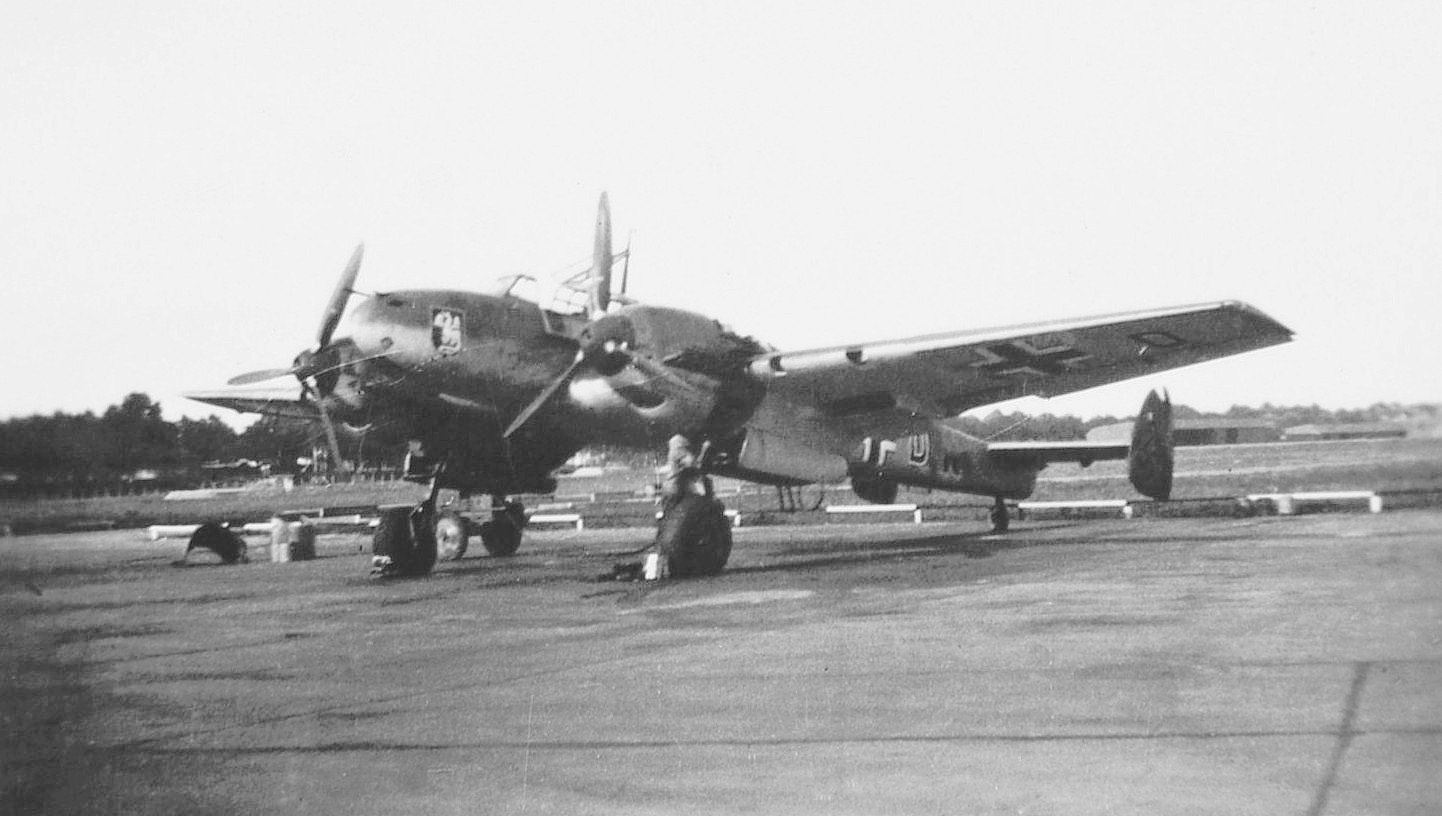
Bf 110 C der 2./ZG 52, Mai/Juni 1940

Die I. Gruppe des Zerstörergeschwaders 52 lag bei Beginn des Zweiten Weltkrieges in Biblis (Lage) und war der 5. Flieger-Division der Luftflotte 3 zugeteilt.
Die I. Gruppe des Zerstörergeschwaders 52 war zu dieser Zeit mit der Messerschmitt Bf 109D ausgestattet, einem einmotorigen Jagdflugzeug dessen 12-Zylinder-V-Motor Junkers Jumo 210 D maximal 680 PS Startleistung erbrachte und eine Höchstgeschwindigkeit von 460 km/h ermöglichte. Als Bewaffnung standen vier 7,92-mm-MG 17, davon zwei über dem Motor (je 500 Schuss), synchronisiert durch den Propellerkreis feuernd und zwei unsynchronisierte in den Tragflächen (je 420 Schuss) zur Verfügung. 
Am 24. September erfolgte eine Umbenennung in Jagdgruppe 152, die jedoch am 6. Januar 1940 wieder rückgängig gemacht wurde. Anschließend erfolgte in Garz auf Usedom (Lage) die Umrüstung auf die zweimotorige Messerschmitt Bf 110C, deren zwei Daimler-Benz DB 601 B-1 [1] Motoren je 1020 PS leisteten und eine Höchstgeschwindigkeit von 560 km/h möglich machten, bei einer Bewaffnung von vier 7,92-mm-MG 17 und zwei 20-mm-MG FF/M in der Nase und einem beweglichen 7,92-mm-MG 15 im Kanzelheck.
Bei Beginn des Westfeldzuges war die I./Zerstörergeschwader 52 dem V. Fliegerkorps der Luftflotte 3 unterstellt und hatte ihre Basis in Neuhausen ob Eck (Lage). Am 26. Juni, nach Beendigung der Kampfhandlungen verlegte sie auf den Fliegerhorst Freiburg (Lage). Dort erfolgte die Umbenennung in II. Gruppe des Zerstörergeschwaders 2.

## Gruppenkommandeur
I. Gruppe
Hauptmann Wilhelm Otto Lessmann, 1. Mai 1939 bis 26. Juni 1940